# Acanthosomatidae
Famille
Les Acanthosomatidae forment une famille d'insectes du sous-ordre des hétéroptères (punaises), de la superfamille des Pentatomoidea.
En allemand, elles sont appelées « Stachelwanzen » ou « punaises à épines », du fait que leur 3e sternite abdominal présente une épine dirigée vers l'avant; en anglais, elles sont appelées « Shield Bugs », « punaises à bouclier », comme les Pentatomidae.

## Description
Ce sont de grandes punaises, mesurant jusqu'à 18 mm en France et pouvant être plus grande dans le reste du monde. Ces punaises terrestres sont pourvues d'yeux composés, leur tête ne présentant pas de trichobothries, avec des antennes à 5 articles. Les tibias ne sont pas épineux, les tarses n'ont que 2 articles (ce qui les distingue des Pentatomidae, qui en ont 3). Le scutellum est moyennement développé, subtriangulaire, avec souvent une sorte de languette à l'apex. Le prosternum présente une forte carène médiane. Chez le mâle, le 8e segment abdominal est grand et visible. Les couleurs sont souvent assez vives.

## Écologie
Il s'agit de punaises terrestres et phytophages, vivant sur des arbres et arbustes. Elles se nourrissent notamment des sucs des fruits, baies et inflorescences.
Les femelles de plusieurs espèces "couvent" leurs œufs, voire les juvéniles, pour les protéger des prédateurs et des parasites, en se plaçant au-dessus d'eux,. C'est le cas du genre Elasmusha en France. Les autres espèces françaises possèdent un organe de Pendergrast, constitué de 4 zones glandulaires. Elles s’en servent pour enrober leurs œufs des sécrétions produites par cet organe. L’hypothèse est que ces sécrétions protègent les œufs contre les parasites et les prédateurs. Les femelles d’Elasmusha n'ayant pas cet organe, cela expliquerait leur stratégie de protéger physiquement leurs œufs.

## Systématique
Cette famille a été créée par l'entomologiste français Victor Antoine Signoret en 1863 sous le nom initial d'Acanthosomites. Son nom est dérivé du nom de genre Acanthosoma, construit à partir du grec ancien ἄκανθος, ákanthos, « épine  », et σῶμα, sỗma, « corps », signifiant donc "punaise au corps à épine", en raison du fait que le 3e segment abdominal ventral porte une épine tournée vers l'avant.
Le genre type est Acanthosoma Curtis, 1824.
Elle s'inscrit dans la super-famille des Pentatomoidea, elle-même dans l'infra-ordre des Pentatomomorpha, l'un des sept infra-ordre des Hétéroptères.
Elle comprend 3 sous-familles, 57 genres et plus de 240 espèces,. Rajesh Kumar a révisé cette famille en 1974. En France, la famille est représentée par 4 genre et 7 espèces. 

### Publication orifinale
- Signoret, V.A., « Révision des Hémiptères du Chili », Annales de la Société Entomologique de France, vol. 3, no 4,‎ 1863, p. 541-588 (lire en ligne)

### Liste des sous-familles
Les Acanthosomatidae sont séparés en trois sous-familles,:
- Acanthosomatinae Signoret, 1864 – 15 genres, 196 espèces;
- Blaudusinae Kumar, 1974 –  27 genres, 51 espèces;
- Dimototarsinae Signoret 1864 – 17 genres, 22 espèces.

## Répartition
On les rencontre sur tous les continents, avec une plus grande diversité en Asie du Sud et du Sud-Est.
En Europe, on rencontre 8 espèces, dans 4 genres, toutes de la sous-famille des Acanthosomatinae, dont 7 en France continentale et en Suisse, 6 en Belgique,.
Une espèce se rencontre à St-Pierre et Miquelon.
Au Québec, on en rencontre 3 espèces, dans deux genres, également de la sous-famille des Acanthosomatinae.

### Liste des genres et des espèces rencontrées en Europe
- Acanthosoma Curtis, 1824: Acanthosoma haemorrhoidale (Linnaeus, 1758), la punaise de l'Aubépine.
- Cyphostethus Fieber, 1860: Cyphostethus tristriatus (Fabricius, 1787);
- Elasmostethus Fieber, 1860: E. interstinctus (Linnaeus, 1758), E. minor Horváth, 1899, E. brevis Lindberg 1934;
- Elasmucha Stål, 1864: E. ferrugata (Fabricius, 1787), E. fieberi (Jakovlev, 1865), E. grisea (Linnaeus 1758).

## Galerie

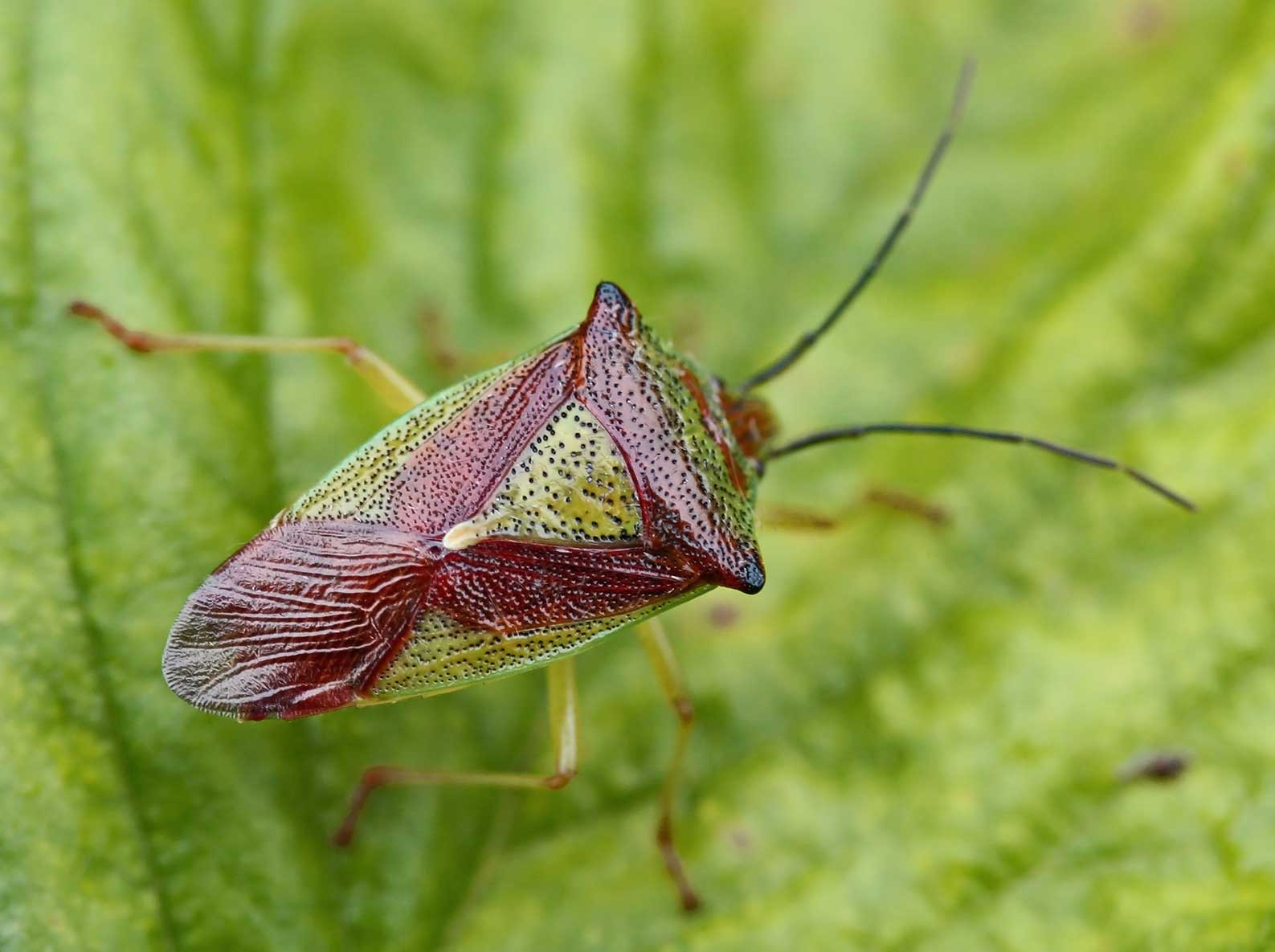
Acanthosoma haemorrhoidale
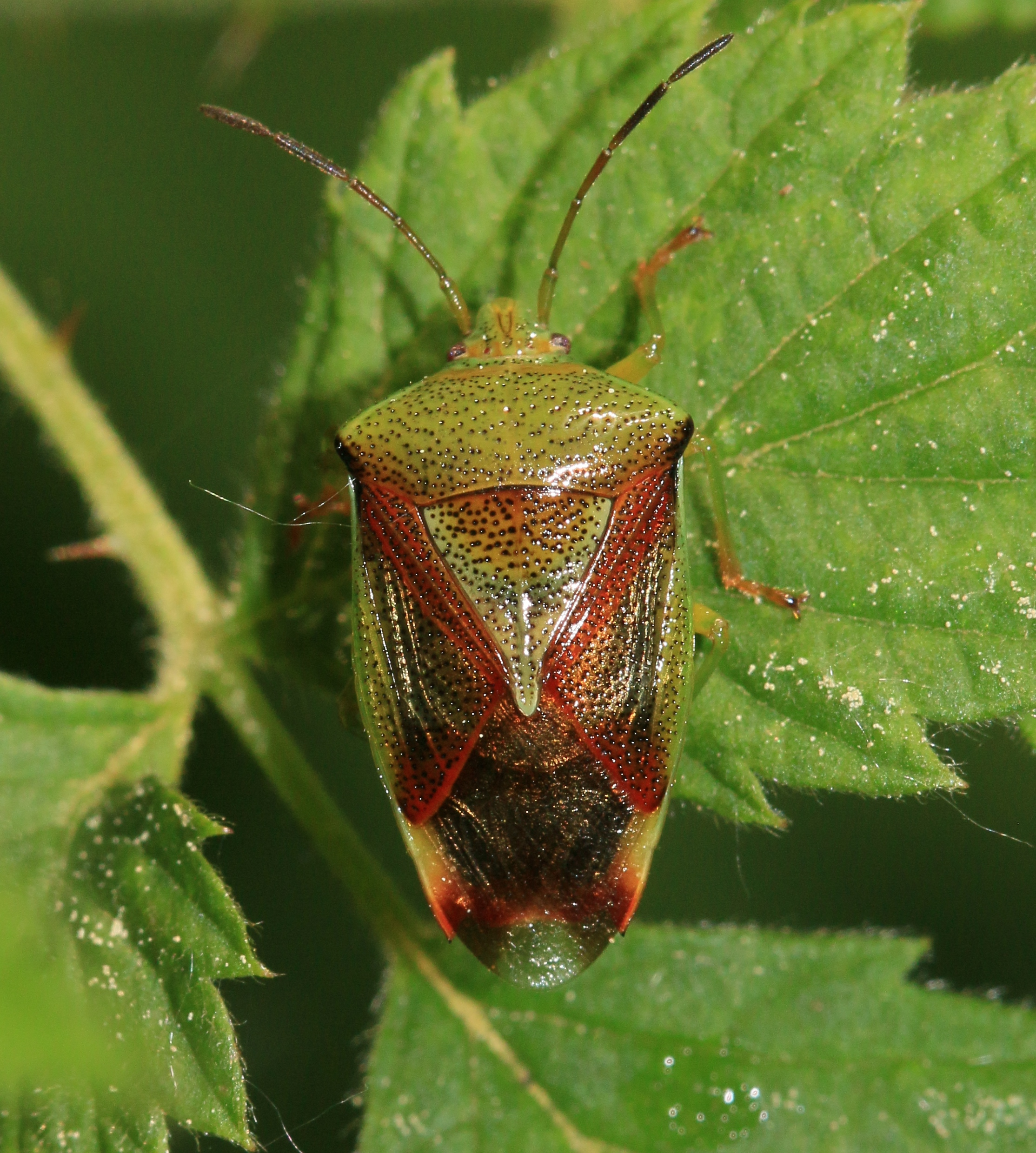
Elasmostethus interstinctus
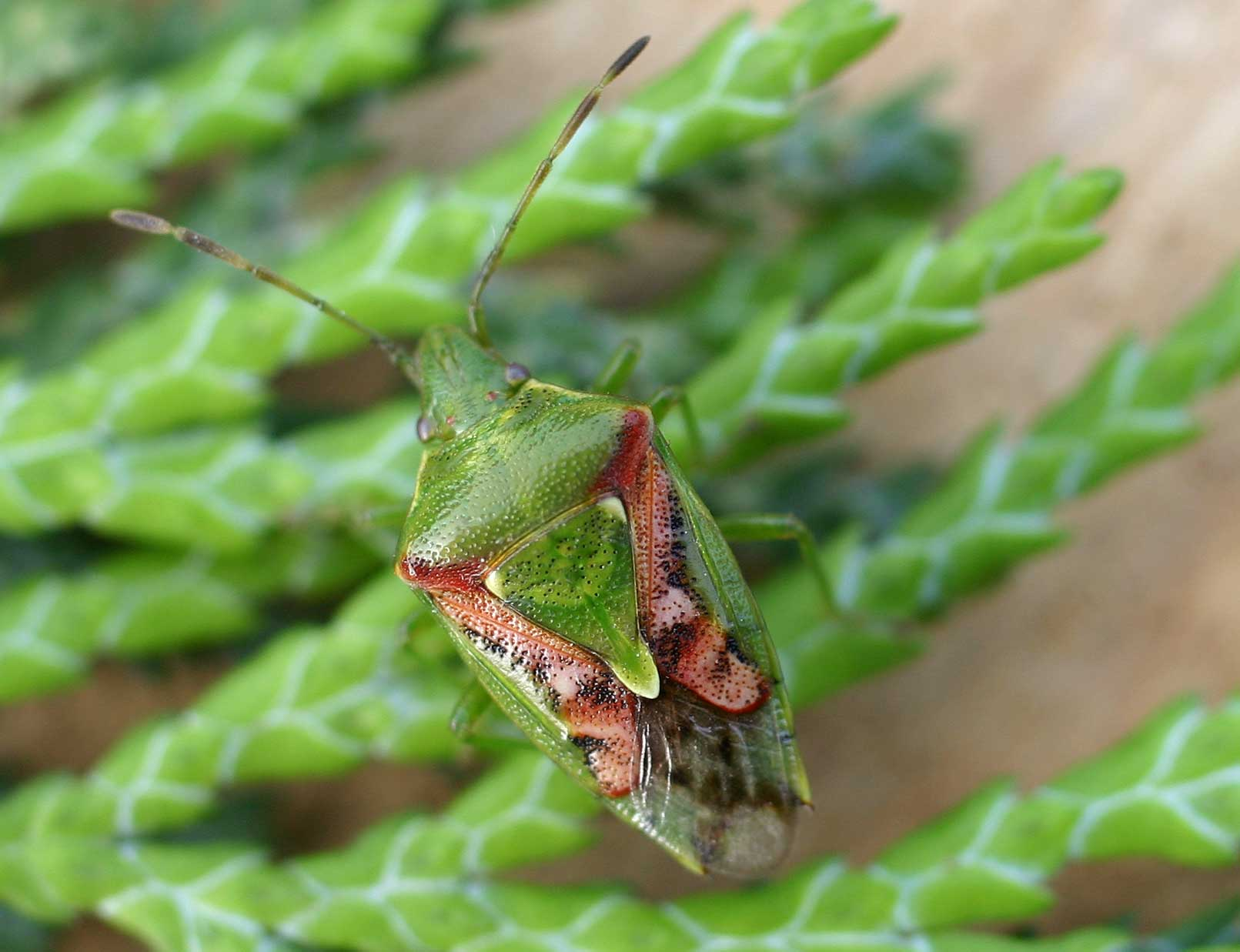
Cyphostethus tristriatus
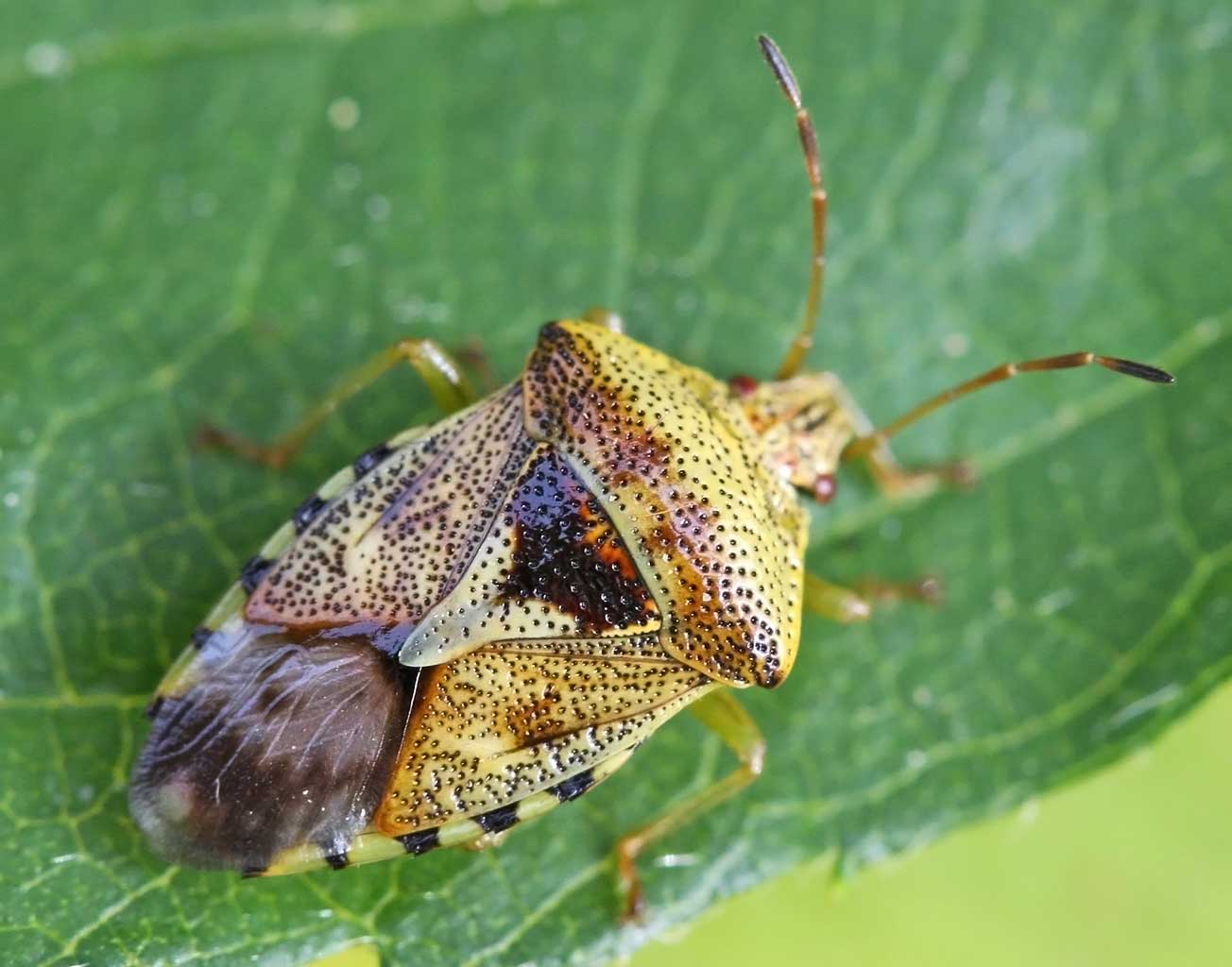
Elasmucha grisea
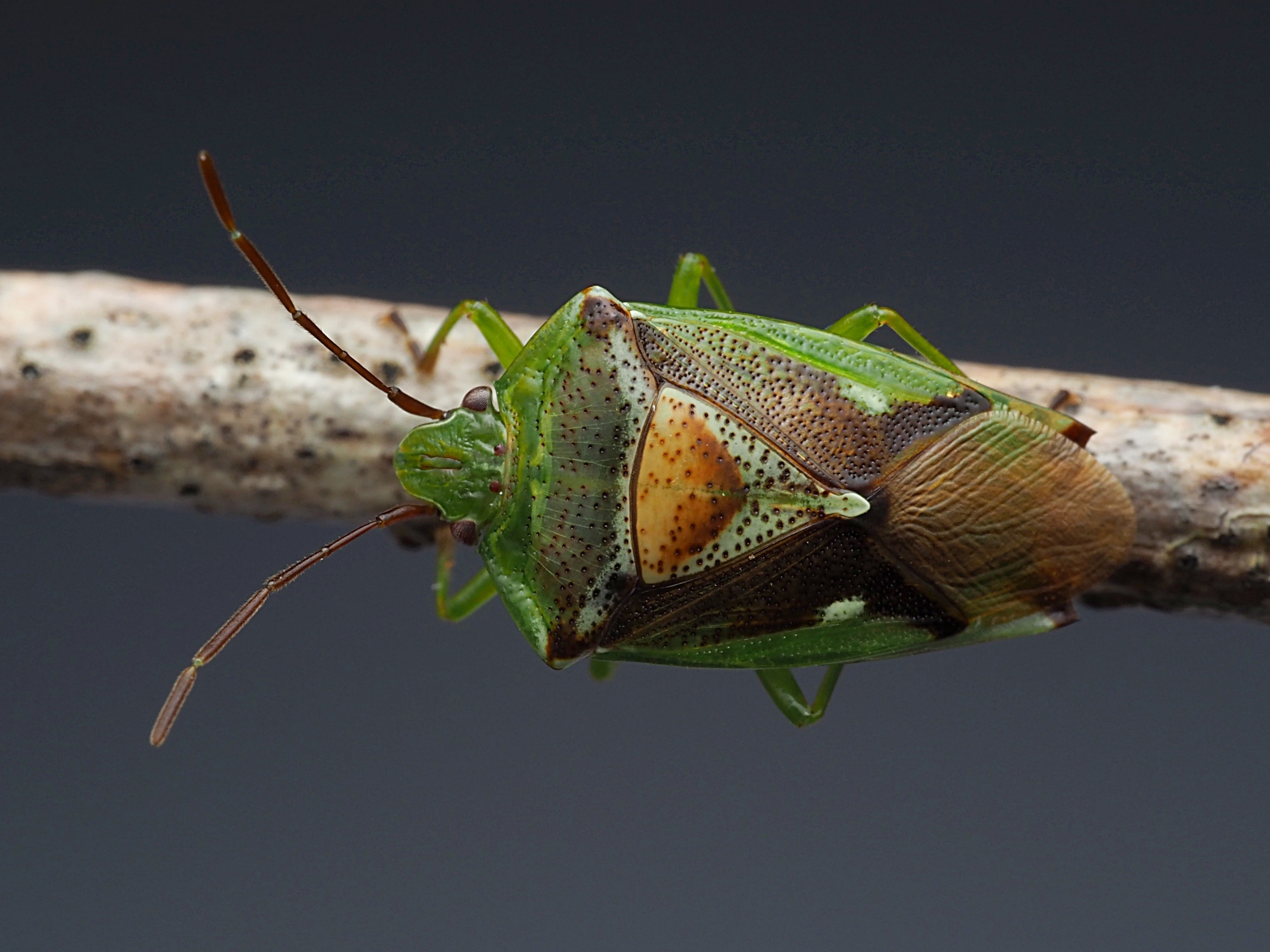
Oncacontias vittatus